# Маглеш
Маглеш је планина у Србији која се налази 23km јужно од Ваљева. Пружа се правцем запад-исток у дужини од око 4km. Може се сматрати и источним делом, огранком, већег и познатијег Повлена. Највиши врх је Пали (1036мнв). Падине Маглеша су необично лепе са наизменично поређаним вртачама и ливадама, шумама и прекрасним видицима.
Из правца Ваљева до Маглеша можете доћи путем који води преко Лелића на Мравињце. Исто тако, до подножја Маглеша можете доћи и пругом Београд-Бар, путничким возом до станица Ластра или Самари, а одатле пешке уз планину.